# Aeromot
Aeromot (порт. Aeronaves e Motores) — бразильская авиаремонтная компания, авиапроизводитель. Основана 13 мая 1967 года.
Штаб-квартира расположена в Порту-Алегри, Бразилия.

## Самолёты
Компания выпустила серию тренировочных моторных самолётов:
- AMT-100 Ximango
- AMT-200 Super Ximango
- AMT-200S Super Ximango
- AMT-300 Ximango Shark
- AMT-600 Guri